# Christina Crosby
Christina Crosby (Huntingdon, 2 settembre 1953 – Middletown, 5 gennaio 2021) è stata un'insegnante e scrittrice statunitense con interessi particolari nella letteratura britannica del XIX secolo e negli studi sulla disabilità. Fu autrice di The Ends of History: Victorians e "The Woman's Question", che considera il posto delle donne nella letteratura britannica del XIX secolo, e A Body, Undone, un libro di memorie sulla sua vita dopo essere rimasta paralizzata in un incidente in bicicletta nel 2003. Trascorse la sua carriera alla Wesleyan University, dove è stata professoressa di inglese e di studi femministi, di genere e sessualità..

## Biografia
Crosby nacque a Huntingdon, in Pennsylvania, il 2 settembre 1953. Suo padre, Kenneth Crosby, era professore di storia al Juniata College. Sua madre, Jane Miller Crosby, lavorava come professoressa di economia domestica alla Juniata.  Crosby aveva un fratello maggiore, Jefferson (nato nel 1952).
Crosby frequentò le scuole pubbliche di Huntingdon  e si è laureò allo Swarthmore College nel 1974 con una specializzazione in inglese. Mentre era a Swarthmore, co-fondò "Swarthmore Gay Liberation" e fu anche attiva in "Swarthmore Women's Liberation".  Nel giornale studentesco ebbe una colonna fissa da scrivere intitolata "The Feminist Slant".
Nel 1975, Crosby iniziò a studiare per un dottorato di ricerca in inglese alla Brown University, ottenendolo nel 1982. Alla Brown, Crosby partecipò a un caucus femminista socialista, concentrandosi attorno a questioni come la violenza domestica con l'apertura di un linea "hotline" e un rifugio per donne, "Sojourner House", tra i primi negli Stati Uniti.

## Carriera e ricerca
Dopo il suo dottorato di ricerca, Crosby lavorò come assistente professore nel dipartimento di inglese della Wesleyan University.  Entrò immediatamente a far parte del collettivo studenti-docenti dedicato al rafforzamento del programma di studi sulle donne, iniziato nel 1979, e rimase un componente centrale di questo programma. Fu promossa professore associato nel 1989 e professore nel 1996. A Wesleyan negli anni '90, Crosby insegnò alla scrittrice Maggie Nelson.  Le due diventarono amiche e in seguito scrissero l'una dell'altra: Nelson su Crosby in The Argonauts (2015) e Crosby su Nelson in The Body, Undone (2016).
Nel 1984-1985 Crosby ottenne una borsa di studio del National Endowment for the Humanities per insegnanti universitari; fu membro dell'Institute for Advanced Study di Princeton (1990–1991)  ed ebbe borse di studio presso il Wesleyan Center for the Humanities nell'autunno del 1986 e del 1996.
Dopo l'incidente del 2003, Crosby dichiarò i suoi interessi di ricerca sulla disabilità, con un focus sul dolore e sul lutto.

## I suoi libri

### The Ends of History
Il primo libro di Crosby, The Ends of History: Victorians and "The Woman's Question" (Routledge, 1991), si concentra sul modo in cui la comprensione del mondo da parte dei pensatori britannici del XIX secolo, principalmente attraverso la lente della storia, si basa sull'esclusione delle donne identificandole come "l'Altro".  Il libro, basato sulla sua tesi di laurea alla Brown, include l'analisi di una vasta gamma di opere vittoriane, narrativa compresa: Daniel Deronda di George Eliot, Henry Esmond di William Thackeray, La piccola Dorrit di Charles Dickens, Villette di Charlotte Brontë, così come l'opera teatrale The Frozen Deep di Wilkie Collins. Insieme ad opere storiche, teologiche, filosofiche e giornalistiche, tra cui The History of England di Thomas Macaulay, Hermeneutical Manual e The Typology of Scripture di Patrick Fairbairn, e lettere pubblicato su The Morning Chronicle dal giornalista Henry Mayhew. Crosby scrisse nella sua introduzione che tutte le opere disparate che discute "partecipano a un discorso diffuso sulla storia".
Ann Hobart, in una recensione dettagliata per Modern Philology, ritenne che The Ends of History fornisse un importante contributo agli studi vittoriani, lodando le sue "straordinarie nuove letture di testi importanti da una prospettiva teorica coerente e riccamente informata", ma pensò che fosse meno importante come opera di critica femminista. Hobart sostenne che Crosby attaccò l'idea che la scrittura maschile non potesse mai essere significativa per il pensiero femminista, sottolineando il fatto che Crosby considerò Daniel Deronda un romanzo scritto da una donna, per rappresentare il "discorso maschilista", mentre le opere degli scrittori maschi Thackeray e Mayhew presentavano un punto di vista più femminile. James CQ Stewart, scrivendo in The Review of English Studies, elogiò il "pensiero fresco e coraggioso" del libro ma criticò le debolezze metodologiche percepite. Tricia Lootens descrisse il libro sulla rivista Victorian Studies come un "lavoro ambizioso e stimolante", ma criticò i "riferimenti apparentemente acritici a leggende letterarie o a gerarchie basate sui valori dell'alta cultura". Ulteriori recensioni furono pubblicate nel Journal of Historical Geography, Albion e The George Eliot, George Henry Lewes Newsletter.

### A Body, Undone (Un corpo, disfatto)
Nel febbraio 2016, la New York University Press pubblicò A Body, Undone: Living on after Great Pain, un libro di memorie motivato dalla grave lesione del midollo spinale che Crosby subì all'età di 50 anni a seguito di un incidente in bicicletta. Il libro fu scritto utilizzando un software di riconoscimento vocale.  Il titolo si ispirava alla poesia di Emily Dickinson "After great pain", che fungeva anche da epigrafe del libro.  Scrivendo per Lambda Literary, Anne Charles osservò che il libro si soffermava sul dolore, rifiutando "la tipica traiettoria di miglioramento ed elevazione della narrativa sulla disabilità, affermando invece un'esistenza di dolore letterale e stress psicologico in corso". Il capitolo finale registrava Crosby che riacquistava la sua capacità di tenere in mano una matita, di cui disse tra le lacrime, "ho indietro la mia vita"; Charles lesse questo momento come l'incapsulamento della "lotta per venire a patti con circostanze incredibilmente difficili".
In The New Yorker, Michael Weinstein lesse il libro come un venire a patti per la stessa Crosby, paragonando il volume a Giving an Account of Oneself di Judith Butler, in cui Butler sottolineava la consapevolezza di sé come qualcosa che si crea percependo le opinioni che gli altri possono avere su di noi; il punto di vista degli altri su Crosby cambiò radicalmente dopo il suo incidente, al punto da travisarla (una volta lesbica "femme-y butch", sulla sua sedia a rotelle venne scambiata per un uomo) e Weinstein lesse The Body, Undone come lo sforzo di Crosby di elaborare i drammatici cambiamenti e "rendono il suo nuovo io intelligibile a se stessa, anche sulla scia di cambiamenti che l'hanno resa quasi irriconoscibile".
A Body, Undone fu selezionato all'unanimità come lettura comune del First Year Matters Program della Wesleyan University nel 2018.

## Vita privata
Crosby si è descritta come una lesbica e una femminista. Dal 1997, la sua compagna era Janet Jakobsen, professoressa al Barnard College.
Crosby si ruppe il collo in un incidente in bicicletta il 1º ottobre 2003, all'età di 50 anni. Dopo un mese al Hartford Hospital, quattro mesi di riabilitazione ospedaliera e un anno e mezzo di terapia fisica, riprese a lavorare a metà tempo nel settembre 2005, rimanendo tetraplegica. Anche il fratello di Crosby, Jefferson, che era un avvocato, divenne tetraplegico dopo che gli fu diagnosticata la sclerosi multipla quando aveva vent'anni. Scomparve nel 2010.
Crosby morì di cancro al pancreas il 5 gennaio 2021 a Middletown, nel Connecticut.

## Opere selezionate

### Libri
- Christina Crosby, The Ends of History: Victorians and "The Woman Question", Routledge, 1991, ISBN 0-415-00935-9.[24]
- Christina Crosby, A Body, Undone: Living on After Great Pain, in New York University Press, 2016, ISBN 978-1-4798-0804-5.[39][40]

### Articoli e capitoli di libri
- (EN) Christina Crosby, 4, in Charlotte Brontë's Haunted Text, SEL: Studies in English Literature 1500–1900, vol. 24, 1984,  pp. 701-715.
- (EN) Christina Crosby, Dealing with Differences, in Feminists Theorize the Political, Routledge, 1992, ISBN 978-1-135-76956-7.